# Corrado Fabi
Pour les articles homonymes, voir Fabi.
Corrado Fabi est un ancien coureur automobile de Formule 1 italien né le 12 avril 1961 à Milan. Son frère aîné, Teo a lui aussi été pilote de Formule 1 dans sa période d’activité.
Il a été Champion d'Europe de Formule 2 en 1982 sur March-BMW et a disputé 12 Grands Prix de Formule 1, débutant le 13 mars 1983 au Grand Prix du Brésil. Il ne marquera aucun point au Championnat du Monde des pilotes pendant sa carrière.
En 1984, il a partagé le volant d'une Brabham avec son frère Teo quand celui-ci était engagé aux États-Unis pour le Championnat CART.
Après cette occasion de courir en Formule 1, Corrado Fabi courut brièvement en  Champcar avant de se retirer définitivement pour s'occuper des intérêts financiers de la famille.

## Résultats en championnat du monde de Formule 1
| Saison | Écurie               | Châssis   | Moteur                     | Pneus    | GP disputés | Points inscrits | Classement |
| ------ | -------------------- | --------- | -------------------------- | -------- | ----------- | --------------- | ---------- |
| 1983   | Osella Squadra Corse | FA1D FA1E | Cosworth V8 Alfa Romeo V12 | Michelin | 9           | 0               | n.c.       |
| 1984   | MRD International    | BT53      | BMW 4 en ligne turbo       | Michelin | 3           | 0               | n.c.       |